# Yamato Video
Yamato Video — итальянская компания, занимающаяся производством и распространением аудиовизуальных аниме, основанная в 1991 году в Милане.

## История
В период с 1997 по 2001 компания участвовала в создании Man·ga!, итальянского журнала, посвященного как японским комиксам, так и анимационным фильмам.
В 1998 году певец Стефано Берсола стал официальным переводчиком итальянских инициалов Yamato Video. В 2014 году был выпущен альбом Anime Songs, содержащий все записанные им инициалы.
С 2000 по 2004 год Yamato полагался на Medusa Home Entertainment для распространения аниме в крупных сетях распространения. Вместо этого сотрудничество продолжилось в области телесериалов для всех каналов распространения.
В 2018 году некоторые сериалы, ранее представленные на YouTube, стали доступны на платформе Netflix.
20 декабря 2021 года Yamato Video запускает канал Anime Generation на Prime Video.